# Loubix
Pour les articles homonymes, voir Loubix.
Loubix est une ancienne commune française du département des Pyrénées-Atlantiques. Le 30 décembre 1848, la commune fusionne avec Castéra pour former la nouvelle commune de Castéra-Loubix.

## Géographie
Loubix est situé à l'extrême est du département et à vingt-cinq kilomètres de Pau.

## Toponymie
Le toponyme Loubix, ancien village de Castéra, apparaît sous les formes 
Lobix et Lobis (respectivement 1385 et XIVe siècle, censier de Béarn), 
Lobixs (1429, censier de Montaner), 
Loubis (1673,  réformation de Béarn).

## Histoire
Paul Raymond note qu'en 1385, Loubix ne comptait qu'un seul feu et dépendait alors du bailliage de Montaner.

## Démographie
| 1793 | 1800 | 1806 | 1821 | 1831 | 1836 |
| ---- | ---- | ---- | ---- | ---- | ---- |
| 49   | 48   | -    | 45   | 48   | 43   |

## Culture locale et patrimoine

### Patrimoine religieux
L'église Saint-André, à Loubix, date du XIe siècle. Elle recèle du mobilier inscrit à l'Inventaire général du patrimoine culturel.

## Pour approfondir